# Шодьер (водопад, Оттава)
Шодьер (англ. Chaudière Falls, фр. Chutes de la Chaudière — буквально «водопады котла») — серия каскадов и водопадов на реке Оттава между городами Оттава и Гатино в месте её сужения между каменистыми откосами по обе стороны реки. Ширина водопадов составляет около 60 м, а высота падения — 15 м.
До строительства дамбы водопады выглядели как огромный котёл, что отражено в их названии, пришедшем из французского перевода названия, данного местными индейцами. На английский название водопадов не переводят, а транслитерируют.
Строительство дамбы на реке Оттава и наличие промышленных предприятий сильно изменило внешний вид водопада, в особенности летом, когда уровень воды в реке низок. Водопад практически исчез, превратившись в малозаметные пороги, поскольку вода в основном отводится на гидроэлектростанции. Сократилось также число доступных мест, откуда можно увидеть водопады.

## История

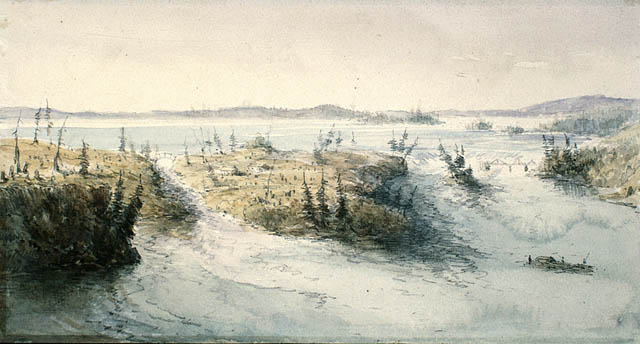
Водопады и остров Шодьер в 1838 году, до сооружения дамбы.

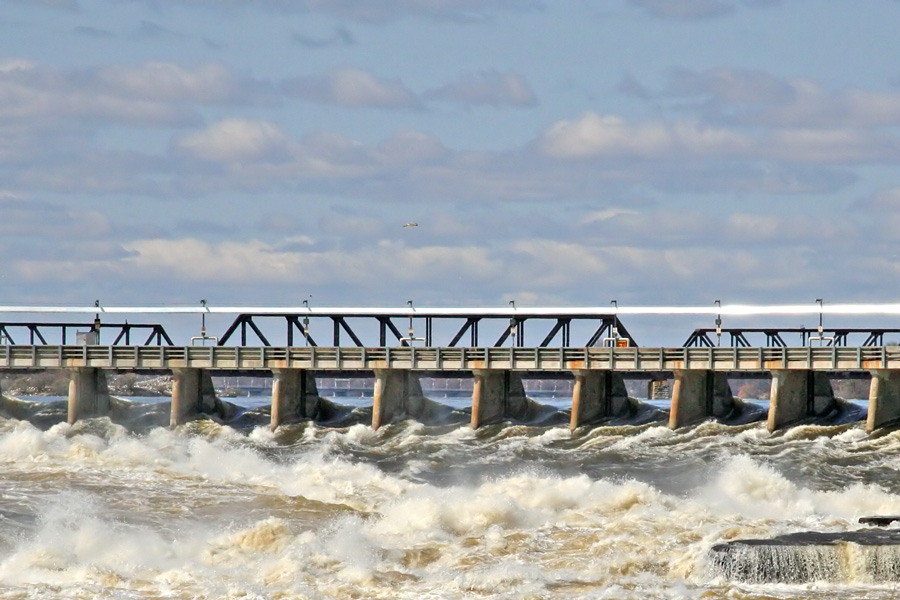
Водопады во время весеннего половодья, 16 апреля 2006 года

### Первопроходцы и торговля мехами
Самуэль де Шамплен — первый из европейцев, который прошёл у водопада в 1613 году во время своего путешествия вдоль реки Оттава. Он писал в своём журнале,
В одном месте вода падает со скалы с такой силой, что со временем она выдолбила в ней широкий и глубокий бассейн, внутри которого образуется огромный водоворот. Поэтому аборигены называют его Asticou, что означает «котёл». Этот водопад создаёт такой шум, что его можно услышать на расстоянии в два лье.
Во времена торговли пушниной водопад Шодьер был препятствием на пути торговцев вдоль реки Оттава. Каноэ приходилось перетаскивать волоком в обход водопада там, где ныне сооружён мост Портаж, названный в честь старинного волока.

### Постоянное поселение
В 1800 году в этих местах обосновался Филемон Райт, посёлок которого со временем превратился в город Халл. В 1827 году поблизости от водопадов был построен первый в регионе мост Шодьер. По мере развития лесной промышленности водопады стали серьёзной проблемой для лесосплава. Сын Филемона Райта Раглс построил настил-переправу (1829), позволявшую волочь брёвна в обход водопадов по северному берегу реки.
Со временем, в связи с сооружением на берегу реки Оттава бумажных предприятий, рельеф местности изменился, и водопады уже не были столь интенсивными. На водопадах была сооружена гидроэлектростанция, используемая компаниями Hydro Ottawa и Hydro-Québec.